# 文桂琪
文桂琪（Koey Man，1991年11月27日—），香港ViuTV前電視主持人，2018年入職，主要任娛樂新聞節目。

## 演出

### 電視節目（ViuTV）
- 2018年 - 2020年：《Interviu》主持
- 2018年 - 2019年：《十五分鐘熱度》主持
- 2019年 - 2020年：《十五分鐘熱度 Plus》主持
- 2020年：《點相 III 先機算》現場觀眾
- 2020年：《今晚趁熱食》娛樂新聞主持
- 2020年：《3 分鐘熱度》娛樂新聞主持
- 2020年 - 2021年：《轉機 ON AIR》娛樂新聞主持
- 2021年：《囝囝女女730》娛樂新聞主持
- 2022年：《MM730》娛樂新聞主持

### 壹傳媒（果燃台）

#### 懶專家
- 2019年：婚事DIY[2][3]

#### 一家人
- 2019年：聖誕親子DIY[4][5]
- 2019年：科學小博士[6]